# Banco de Noruega
El Banco de Noruega o Norges Bank (en noruego bokmål: Norges Bank; en noruego nynorsk: Noregs Bank) es el banco central de Noruega. Además de contar con las responsabilidades tradicionales de los bancos centrales como la emisión de moneda (corona noruega), la estabilidad financiera y la estabilidad de precios, administra el Government Pension Fund of Norway, un fondo soberano de inversión de los más grandes del mundo. En 2010, el banco tenía 590 empleados. Todos los nombramientos del Comité Ejecutivo son hechos por el rey de Noruega, después de una decisión adoptada por el Consejo de Estado. El presidente de la Junta ejecutiva es Øystein Olsen, que preside el banco y es también el gobernador del Banco Central.

## Historia
El Banco de Noruega se fundó el 14 de junio de 1814 mediante el Acta del Storting (el Parlamento noruego) dos años después de la independencia de Dinamarca de Noruega en 1814. El banco decidió que la moneda oficial sería el speciedaler (rixdollar), divisible en 120 skillings o 5 rigsort por valor de 24 skillings cada uno.
El Acta Monetaria del 17 de abril de 1875 abandonó los términos daler y skilling, estableciendo como moneda oficial la corona noruega, divisible en 100 øre. Este cambió se debió a inminente entrada de Noruega en la Unión Monetaria Escandinava, el 16 de octubre de 1875. La Unión se estableció entre Dinamarca y Suecia el 1873 tras la recomendación de una comisión conjunta (en la que Noruega participó) para lanzar una moneda común basada en el oro; con el objetivo de que las monedas de cada país fueran también moneda legal en los demás países de la Unión. La Unión dejó de funcionar de manera práctica en 1914, aunque no fue disuelta oficialmente hasta 1972.
Durante la Segunda Guerra Mundial, la sede del Banco de Noruega se trasladó temporalmente a Londres en 1940, al ser una nueva junta directiva elegida por el Gobierno de Noruega en el exilio. Las reservas de oro del banco fueron evacuadas a través de Åndalsnes, Molde y Tromsø a Londres, y de ahí hasta Nueva York y Ottawa. Este oro y las demás reservas del banco estaban bajo el control de la junta directiva de Londres. A su vez, el banco continuó sus operaciones en Noruega bajo la dirección Nazi hasta que terminó la guerra y se disolvió la junta directiva de Londres. Una comisión investigadora concluyó que la gestión del banco a lo largo de la guerra fue firme y correcta para con las autoridades nazis.

## Norges Bank Investment Management
NBIM es una parte separada del Banco de Noruega y es responsable de la gestión operativa del Government Pension Fund of Norway-Global. NBIM también gestiona las reservas internacionales del Norges Bank. NBIM invierte los activos del fondo y las reservas de divisas en renta variable internacional, instrumentos de renta fija, instrumentos del mercado monetario y derivados.

## Gobernadores
A continuación se listan los gobernadores que ha tenido el banco central:
- Karl Gether Bomhoff (1893–1920)
- Nicolai Rygg (1920–1946)
  - Arnold C. Ræstad (director de la sucursal de Londres 1940–1945)
- Gunnar Jahn (1946–1954)
- Erik Brofoss (1954–1970)
- Knut Getz Wold (1970–1985)
- Hermod Skånland (1985–1993)
- Torstein Moland (1994–1995)
- Kjell Storvik (1996–1998)
- Svein Gjedrem (1999–2010)
- Øystein Olsen (2011–present)